# Leptinaria strebeliana
Leptinaria strebeliana é uma espécie de gastrópode  da família Subulinidae.
É endémica de Nicarágua.